# Partula radiolata
Partula radiolata ist eine bedrohte Schneckenart der Gattung Partula. Sie ist endemisch auf Guam.

## Beschreibung
Das rechtsgewundene, länglich kegelförmige, dünnwandige, mit feinen Vertiefungen versehene Schneckenhaus von Partula radiolata erreicht eine Länge von 13 bis 18,5 mm und eine Breite von 8 bis 12 mm. Das Gehäuse besteht gewöhnlich aus 5 leicht konvexen Umgängen, wobei der Körperumgang etwa so hoch wie das stumpfe Gewinde ist. Die Gehäusemündung ist schräg oval mit einfachem, dünnem, weißem, rechts etwas geraderem Gehäuserand. Der Rand der Spindel ist oben etwas erweitert, über den Nabel hinweg. Die Oberfläche ist blass strohfarben mit dunkleren axialen Strahlen und braunen Linien.
Die hermaphroditische Schnecke gebiert lebende Junge. Sie ernährt sich von mikroskopischen Pflanzen und Detritus.

## Verbreitung
Partula radiolata ist endemisch auf Guam. Wie andere Baumschnecken ist sie auf Laubbäumen zu finden. 1992 war sie entlang von Wasserläufen im Süden der Insel stellenweise noch sehr häufig.

## Gefährdung
Zur Bekämpfung eingeschleppter Großer Achatschnecken auf Guam wurde 1957 die Rosige Wolfsschnecke (Euglandina rosea) und 1978 die Landplanarie Platydemus manokwari eingeführt, woraufhin die Populationen der Achatschnecken, außerdem jedoch auch der einheimischen Schneckenarten stark zurückgingen. Obwohl Platydemus manokwari vor allem eine bodenlebende Art ist, frisst er Partula-Schnecken und wurde dabei auch auf Bäumen beobachtet. Eine Rolle bei dem Rückgang der Arten spielt auch die Zerstörung von Unterholz durch eingeschleppte Ziegen. Anders als viele Partula-Arten Guams werden Kolonien von Partula radiolata derzeit noch gefunden, doch ist deren Bestand ohne Schutzmaßnahmen nicht gesichert.